# Baré Emil
Baré Emil (külföldön Emil Baré, eredeti nevén Emil Barach) (Bécs, 1870. szeptember 8. – Budapest, Terézváros, 1943. március 29.) hegedűművész és -tanár. Ő játszotta Bartók Két portréjának első teljes előadásán a hegedűszólót.

## Élete
Édesapja a Topolyán született Sigmund Barach (1842–?) orvos, édesanyja a Morvaországból származó Rosa Gottlob (1841–1913), aki pedagógus és Dr. Maria Lavera álnéven írónő volt. Baré Emil tizenhat éves korában változtatta nevét Baréra.
A bécsi Gesellschaft der Musikfreunde konzervatóriumában az ifjabb Joseph Hellmesberger tanítványa volt, majd a párizsi Conservatoire-on Lambert Massart-nál képezte tovább magát.
Párizsban játszott a Lamoureux-zenekarban, az ottani Nagyopera és német dalszínházak orkesztereiben, majd 1897 és 1902 között a Chicagói Szimfonikus Zenekar „assistant concertmaster”-e volt. Amerikai korszaka után került Budapestre. 1903-ban az Operaház zenekarának hangversenymestere és a Nemzeti Zenede tanára lett. 1906. június 24-én Budapesten, a Terézvárosban feleségül vette a nála 15 évvel fiatalabb Radó Emmát, Radó Vilmos és Goldstein Regina lányát. 1916. április 20-án az ő szólójával, Strasser István vezényletével és az operazenekar közreműködésével hangzott el először Bartók Két portréjának mindkét tétele. (Az első tételt már 1911-ben bemutatta Waldbauer Imre.) 1919-ben áttért a katolikus vallásra.
Operai tagsága három évtized után, 1933-ban szűnt meg, a Nemzeti Zenedében egészen 1935-ig tanított. Legjelesebb növendéke Licco Amar volt.